# Page Hamilton
Page Hamilton (Portland, Oregon, 18 de maio de 1960) é um guitarrista, cantor, compositor e produtor musical norte-americano. No ano de 1989 ele fundou na cidade de Nova Iorque a banda de metal alternativo Helmet, a qual é membro até a atualidade atuando como guitarrista, cantor e compositor principal.